# Najbolje godine
«Najbolje godine» — музичний альбом гурту Novi fosili. Виданий 1993 року лейблом Croatia Records. Загальна тривалість композицій становить 70:09. Альбом відносять до напрямку поп. 

## Список пісень
1. «Ja sam za ples» — 2:23
2. «Jedna suza» — 3:11
3. «Mario» — 3:20
4. «Saša» — 4:22
5. «Još te volim» — 3:25
6. «Šu-šu» — 3:30
7. «Za dobra, stara vremena» — 3:55
8. «Milena» — 3:45
9. «Dijete sreće» — 3:58
10. «Znam» — 4:31
11. «Okreni se, idi» — 2:44
12. «Zrinka» — 3:46
13. «Dobre djevojke» — 3:26
14. «Nebeske kočije» — 3:18
15. «Ne, ne može mi ništa» — 3:32
16. «Sedam dugih rok_wydania» — 4:00
17. «Ma, šta je tebi» — 2:55
18. «Sanjala sam» — 3:57
19. «Dunjo mirisa» — 3:18
20. «Bu-bu-a-bu» — 2:53